# Cockney
Cockney ist die Bezeichnung für einen englischen Regiolekt in London, der zum Teil mit spezifischen Reimformen arbeitet. Der Begriff ging aus einem Spottnamen für die Bürger von London hervor. Im engeren Sinne bezeichnet man als Cockneys jedoch nur jene Menschen, die in Hörweite der Glocken der Kirche St Mary-le-Bow in der City of London geboren wurden.

## Beschreibung
Charakteristisch für diesen Regiolekt sind folgende Ausspracheerscheinungen:
- „h-dropping“: Auslassung von /h/: harm klingt wie arm
- „th-fronting“: Ersetzung von /θ/ und /ð/ durch /f/ und /v/
- „t-glottalization“: Ersetzung von /t/ durch /ʔ/ in manchen Positionen
- Zentralisierung der Vokale der sogenannten englischen „Received Pronunciation“.
- l-Vokalisierung: „Millwall“ [ˈmɪowɔː]
- Aussprache der Vokale/Diphthonge:
  - /iː/ → [əi],  „beet“ [bəiʔ]
  - /eɪ/ → [æɪ~aɪ], „bait“ [bæɪʔ]
  - /uː/ → [əʉ] oder [ʉː], „soon“ [səʉn]
  - /aɪ/ → [ɑɪ] oder [ɒɪ], „bite“ [bɑɪʔ]
  - /ɔː/ → [oː], „law“ [loː]

Ein typisches Wort ist guv (so wird man als Mann v. a. von Taxifahrern angesprochen).

## Wortherkunft
Das Wort Cockney lässt sich zuerst 1362 nachweisen und kommt vom mittelenglischen cokeney aus cocken + ey (englisch cock + egg), eines Hahnes Ei, also ein Stück Hahnenkot. Geoffrey Chaucer nutzt den Begriff „cokenay“ (etwa 1386) in seiner Erzählung The Reeve’s Tale und meint damit einen „verweichlichten Jungen“. 1521 wird mit dem Begriff abwertend ein verweichlichter Städter bezeichnet. Samuel Rowlands benutzt den Begriff für jemanden, der in Hörweite der Kirche St Mary-le-Bow geboren wurde.  Nach dem Klassischen Wörterbuch der Vulgärsprache (engl. A Classical Dictionary of the Vulgar Tongue) des englischen Lexikographen Francis Grose (* 1730/31 in Greenford, Middlesex; † 12. Juni 1791 in Dublin) aus dem Jahre 1785 entstammt der Begriff folgender Geschichte:
Ein Londoner hörte während eines Landaufenthalts ein Pferd wiehern und rief aus: „Herr! Was das Pferd lacht!“ Ein Nebenstehender klärte ihn auf, der Pferdelaut heiße „Wiehern“. Als am nächsten Morgen der Hahn krähte, wollte der Londoner zeigen, dass er das Gelernte nicht vergessen hatte, und rief aus: „Hören Sie, wie der Hahn wiehert?“ (Do you hear how the Cock neighs)?

## Cockney Rhyming Slang
Eine Besonderheit der Cockney-Sprecher ist der Cockney Rhyming Slang: Das Wort, das man ausdrücken will, wird ersetzt durch einen mehrteiligen Ausdruck, der sich auf dieses Wort reimt. In den meisten Fällen (aber nicht immer) wird sogar nur der erste Teil des Reimbegriffs verwendet, wodurch man als Uneingeweihter den Sinn kaum noch erraten kann.
Beispiele:
- statt cancel (absagen) – reimt sich auf Nigel Mansell (britischer Formel-I-Rennfahrer) – sagt man I had to nigel my holidays
- statt head (Kopf) – reimt sich auf loaf of bread (ein Laib Brot) – sagt man loaf, z. B. Use yer loaf!
- statt look (Blick) – reimt sich auf butcher's hook (Fleischerhaken) – sagt man butcher's, z. B. Have a butcher's!
- statt money (Geld) – reimt sich auf bread and honey (Brot und Honig) – sagt man bread
- statt wife (Ehefrau) – reimt sich auf trouble and strife (Kummer und Hader) – sagt man trouble
- statt road (Straße) – reimt sich auf frog and toad (Frosch und Kröte) – sagt man frog
- statt stairs (Treppen) – reimt sich auf apples and pears (Äpfel und Birnen) – sagt man apples
- statt lies (Lügen) – reimt sich auf pork pies (Schweinefleischpastete) – sagt man Don't tell porkies! (gemeint: Spinn nicht rum!)
- statt years (im Sinne von lange, lange Zeit) – reimt sich auf donkey ears (Eselsohren) – sagt man I haven't seen you for donkeys. (gemeint: Ich habe dich eine Ewigkeit nicht mehr gesehen.)
- statt tramp (im Sinne von „Penner“) – reimt sich auf paraffin lamp (Petroleumlampe) – sagt man Look at that old paraffin! (gemeint: Schau dir den Penner an!)
- statt hair (im Sinne von Haare) – reimt sich auf Barnet Fair (Jahrmarkt in Barnet) – sagt man Wot a Barnet! (gemeint: Oh, welch schöne Haare!)
- statt feet (Füße) – reimt sich auf plates of meat (Fleischplatten) – sagt man My plates hurt. (gemeint: Meine Füße tun weh.)
- statt pocket (Tasche) – reimt sich auf sky rocket (Himmelsrakete) – sagt man it's in my sky (gemeint: Es ist in meiner Tasche)
- statt go (gehen) – reimt sich auf Scapa Flow (war ein Marinestützpunkt in der gleichnamigen Bucht bei den südlichen Orkneyinseln) – sagt man to scarper (gemeint: abhauen)
- statt telly (Fernseher) – reimt sich auf Liza Minnelli – sagt man I'm watching the lisa (gemeint: ich schaue fern)
- statt phone (Telefon) – reimt sich auf dog and bone – sagt man  I'm on the dog. (gemeint: Ich bin am Telefonieren)
- statt fart (Furz) – reimt sich auf raspberry tart (Himbeerkuchen) – sagt man I blow a raspberry. (gemeint: Ich pupse)

Der Rhyming Slang war früher möglicherweise eine richtige Geheimsprache oder gar eine Gaunersprache, heutzutage ist es eine beliebte Wortspielerei, die sich im ganzen englischen Sprachraum ausgebreitet hat. Im Australischen sagt man häufig auch Dead horse statt Tom sauce (Tomatenketchup). Rhyming Slang unterliegt keiner normenbildenden Regulierung durch Wörterbücher wie das Oxford English Dictionary, das als Maßstab für die englische Standardsprache gilt. Rhyming Slang wird durch seine Nutzer gestaltet und am Leben erhalten. Begriffe, die den Sprechern zu einer bestimmten Zeit als eingängig erscheinen, werden verwendet und andere fallen gelassen. Beispiele für solche zeitgebundenen Begriffe sind:
- statt tenner (10-£-Schein) reimt man Ayrton und  damit ist der Rennfahrer Ayrton Senna gemeint.
- statt teeth (Zähne) wird heute Hampsteads gereimt, was von Hampstead Heath abgeleitet ist. Im Jahr 1859 wurde dies aber auf Hounslow Heath zurückgeführt.[4]

Untersuchungen haben auch ergeben, dass das traditionelle Cockney auf dem Rückzug aus London ist und durch einen neuen multikulturellen Slang ersetzt wird.

## Beispiele berühmter Cockneys

### Bekannte Cockney-Sprecher oder -Sänger
- der britische Schauspieler Idris Elba
- der britische Sänger Phil Collins
- die britische MC Lady Sovereign
- der britische MC Dizzee Rascal
- die britische MC Shystie
- der Sänger Jack Allsopp aka Just Jack
- der Schauspieler Michael Caine
- der Schauspieler Gary Oldman
- der Schauspieler Jason Statham
- der Schauspieler Charles Chaplin
- der Schauspieler Danny Dyer
- der Schauspieler Ben Kingsley
- der Schauspieler Bob Hoskins
- der Sänger Damon Albarn von Blur
- der Sänger Ian Dury
- der Sänger Sam Jolly der Band Eight Legs
- die britische Band Right Said Fred
- die East-End-Band Small Faces (Lazy Sunday)
- der Protestsänger Billy Bragg
- The Business, Londoner Oi!-Band
- The 4-Skins, ehemalige Londoner Oi!-Band
- die Londoner Oi!-Band Cock Sparrer
- die Sex Pistols und abgeschwächt auch The Clash
- die Cockney Rejects
- Steve Harris, Bassist der Band Iron Maiden
- Steve Harley & Cockney Rebel
- Mike Skinner alias The Streets (der allerdings aus Birmingham stammt)
- der Fußballspieler David Beckham
- Mick Jagger manchmal bei Liveaufnahmen
- der englische Sänger Lee Ryan
- die Band Slade und ihr Sänger Noddy Holder (“Coz I luv ya”)
- der englische Musiker Jamie T
- die Sängerin Kate Nash
- der Sänger Pete Doherty
- der britische Sänger Marc Bolan
- die Sängerin Lily Allen
- der britische Sänger Plan B
- die walisische Sängerin Marina and the Diamonds
- die in London geborene Sängerin Adele
- die in der Nähe von London geborene Sängerin/Songwriterin Jessica Cornish, besser bekannt als Jessie J
- der britische Künstler und Pop-Comedian Noel Fielding
- die britische Sängerin Amy Winehouse
- der britische Reporter und Moderator Piers Morgan[6]
- Reginald Kray und Ronald Kray, die Kray-Zwillinge
- der fünfmalige Darts-Weltmeister Eric Bristow

### Bekannte Cockney-Filme
- in den Filmen Bube, Dame, König, grAs (Lock, Stock & Two Smoking Barrels) und Snatch – Schweine und Diamanten (Snatch), die im Londoner Kleingangstermilieu spielen
- im Film Football Factory (spielt in der Londoner Hooligan-Szene)
- im Film Hooligans (Green Street) (spielt ebenfalls in der Londoner Hooligan-Szene)
- im Film My Fair Lady u. a. in den Figuren der Eliza Doolittle (gespielt von Audrey Hepburn) und (original) Alfred P. Doolittle (gespielt von Stanley Holloway)
- im Film Austin Powers in Goldständer durch Michael Caine (in der deutschen Übersetzung in angeblichen Seefahrer-Slang umgewandelt)
- im Film Human Traffic (spielt in der Jugendszene)
- im Film Uhrwerk Orange durch die Droogs
- im Film Oceans Eleven der Elektriker
- in der Serie Only Fools and Horses
- im Film Sexy Beast
- im Film Harry Brown
- im Film Four Lions
- Noel Fielding in The Mighty Boosh
- im Film Cockneys vs Zombies
- im Film The Gentlemen
- in der Serie Firefly (die Figur des Badger spricht mit deutlichem Cockney-Akzent)